# Evaň
Evaň (deutsch Eywan) ist eine Gemeinde in Tschechien. Sie liegt 17 Kilometer nordöstlich von Louny und gehört zum Okres Litoměřice.

## Geographie
Das Dorf befindet rechtsseitig des Egertales am Rande der Böhmischen Tafel in steiler Südhanglage entlang des Evaňský potok. Durch Evaň führt die Staatsstraße 237 zwischen Peruc und Libochovice.
Nachbarorte sind Dubany im Norden, Radlovka und Poplze im Nordosten, Brníkov im Osten, Podbradec im Südosten, Ječovice, Bohdal und Černochov im Süden, Chrastín und Stradonice im Südwesten, Horka im Westen sowie Křesín im Nordwesten.

## Geschichte
Erstmals urkundlich erwähnt wurde der Ort im Jahre 1437 als königlicher Besitz. Václav Hájek z Libočan erwähnte in seiner böhmischen Chronik von 1541 einen Ort Ivánky im Zusammenhang mit einem Kriegszug des legendären Prager Přemyslidenfürsten Hostivít gegen Sukoslav von Bílina, der im Jahre 881 stattgefunden haben soll.
Bis ins 16. Jahrhundert war Evaň nacheinander an verschiedene Adelsgeschlechter verpfändet. 1528 ging das Pfand an Jan Sezimovi z Ústí und 1575 kauften seine Nachkommen die Dörfer Evaň und Brníkov von Maximilian II. als erbliche Güter. 1597 erwarb Karl von Elsnitz die Herrschaft und errichtete eine Feste. Bernhard von Elsnitz war am Ständeaufstand von 1618 beteiligt und verkaufte die Güter 1619 an Johanna von Hertenberg verkauft, von der es ihr Witwer Wenzel von Sternberg erbte. Sein Besitz wurde 1627 konfisziert und an Maria Maximiliana von Sternberg auf Libochowitz verkauft. Damit ging auch der Anschluss an die Herrschaft Libochwitz anher und die Feste Evaň fiel wüst. 1676 verkaufte Wenzel Vojtěch von Sternberg den Besitz an Gundakar von Dietrichstein, der Siedler aus seinem mährischen Besitzungen in Nikolsburg anwarb, um die seit dem Dreißigjährigen Krieg wüst liegenden Gehöfte des Dorfes wieder zu besiedeln. Die Fluren des wüsten Dorfes Lhoty wurden Evaň zugeschlagen. Bis zur Ablösung der Patrimonialherrschaften im Jahre 1848 blieben die Dietrichsteiner Herren von Eywan.
1980 wurde Evaň nach Libochovice eingemeindet, seit 1989 ist die Gemeinde wieder selbständig.

## Gemeindegliederung
Die Gemeinde Evaň besteht aus den Ortsteilen Evaň (Eywan) und Horka (Wiesendörfel), die zugleich auch Katastralbezirke bilden.

## Sehenswürdigkeiten
- Kapelle des hl. Josef
- Statue Ecce homo
- Reste der Burg Šebín an der Eger bei Horka